# Gare de Kōsoku Nagata
La gare de Kōsoku Nagata (高速長田駅, Kōsoku-Nagata-eki) est une gare ferroviaire située à Kobe, dans la préfecture de Hyōgo au Japon. La gare appartient à la compagnie Kobe Rapid Transit Railway, mais elle est exploitée par la compagnie Hanshin.

## Situation ferroviaire
La gare de Kōsoku Nagata est située au point kilométrique (PK) 0,9 de la ligne Hanshin Kobe Kosoku.

## Histoire
La gare est inaugurée le 7 avril 1968.

## Service des voyageurs

### Accueil
La gare située en souterrain dispose de guichets et des automates pour l'achat de titres de transport. Elle est ouverte tous les jours.

### Desserte
- Ligne Hanshin Kobe Kosoku :
  - voie 1 : direction Kobe-Sannomiya, Amagasaki, Osaka-Umeda, Namba et Kintetsu-Nara
  - voie 2 : direction Nishidai et Sanyo Himeji

### Intermodalité
La station Nagata du métro municipal de Kobe (ligne Seishin-Yamate) est en correspondance.